# Championnat du monde des rallyes-raids 2007
Navigation
2006 2008
Le championnat du monde des rallyes-raids 2007 est l'édition 2007 du championnat du monde des rallyes-raids organisé par la FIM. Il comporte 6 manches au calendrier.

## Calendrier et règlement

### Manches du championnat[1]
- Le Rallye de Tunisie.
- Le Sardegna Rally Race (en) en Italie.
- Le rallye dos Sertoes au Brésil.
- Le rallye Por Los Pampas en Argentine.
- Le rallye des Pharaons en Égypte.
- Le Abu Dhabi Desert Challenge aux Émirats arabes unis.

## Résultats
| Manche | Rallye                                                                 | Podium | Podium                   | Podium                  | Podium   | Podium                    |
| Manche | Rallye                                                                 | Pos.   | Pilote 450 cm³           | Pilote open             | Pilote F | Pilote Quad               |
| ------ | ---------------------------------------------------------------------- | ------ | ------------------------ | ----------------------- | -------- | ------------------------- |
| 1re    | Rallye de Tunisie 30 mars - 9 avril résultats détaillés                | 1er    | Michel Marchini          | Marc Coma               |          | Christophe Declerck       |
| 1re    | Rallye de Tunisie 30 mars - 9 avril résultats détaillés                | 2e     | Oscar Polli              | David Casteu            |          | Marco Cacchiarelli        |
| 1re    | Rallye de Tunisie 30 mars - 9 avril résultats détaillés                | 3e     | Jacek Czachor            | Gerard Farrés           |          | Karim Dilou               |
|        |                                                                        |        |                          |                         |          |                           |
| 2e     | Sardegna Rally Race (en) 1 - 6 mai résultats détaillés                 | 1er    | Francisco Lopez Contardo | Marc Coma               |          |                           |
| 2e     | Sardegna Rally Race (en) 1 - 6 mai résultats détaillés                 | 2e     | Ruben Faria              | David Casteu            |          |                           |
| 2e     | Sardegna Rally Race (en) 1 - 6 mai résultats détaillés                 | 3e     | Paolo Ceci               | José Manuel Pellicier   |          |                           |
|        |                                                                        |        |                          |                         |          |                           |
| 3e     | Rallye dos Sertoes 6 - 18 août résultats détaillés                     | 1er    | Ze Helio                 | Cyril Despres           |          | Mauricio Costa Ramos      |
| 3e     | Rallye dos Sertoes 6 - 18 août résultats détaillés                     | 2e     | Francisco Lopez Contardo | David Casteu            |          | Alfonso Leal              |
| 3e     | Rallye dos Sertoes 6 - 18 août résultats détaillés                     | 3e     | Pedro Bianchi Prata      | Pål Anders Ullevålseter |          |                           |
|        |                                                                        |        |                          |                         |          |                           |
| 4e     | Rallye Por Los Pompas 28 aout 5 septembre résultats détaillés          | 1er    | Francisco Lopez Contardo | Marc Coma               |          |                           |
| 4e     | Rallye Por Los Pompas 28 aout 5 septembre résultats détaillés          | 2e     | Jacek Czachor            | Pål Anders Ullevålseter |          |                           |
| 4e     | Rallye Por Los Pompas 28 aout 5 septembre résultats détaillés          | 3e     | Juan Zegers Correa       | Jordi Viladoms          |          |                           |
|        |                                                                        |        |                          |                         |          |                           |
| 5e     | Rallye des Pharaons 29 septembre - 7 octobre résultats détaillés       | 1er    | Oscar Polli              | Marc Coma               |          | Ivan Reedtz-Thott         |
| 5e     | Rallye des Pharaons 29 septembre - 7 octobre résultats détaillés       | 2e     | Olivier Pain             | Jordi Viladoms          |          | Roy Freudenheim           |
| 5e     | Rallye des Pharaons 29 septembre - 7 octobre résultats détaillés       | 3e     | Matteo Poli              | Pål Anders Ullevålseter |          |                           |
|        |                                                                        |        |                          |                         |          |                           |
| 6e     | Abu Dhabi Desert Challenge 29 octobre - 2 novembre résultats détaillés | 1er    | Anthony West             | Marc Coma               |          | Sebastian Husseini        |
| 6e     | Abu Dhabi Desert Challenge 29 octobre - 2 novembre résultats détaillés | 2e     | Sean Linton              | Cyril Despres           |          | Atif Al Zarouni           |
| 6e     | Abu Dhabi Desert Challenge 29 octobre - 2 novembre résultats détaillés | 3e     | Celso Gorrara            | Pål Anders Ullevålseter |          | Jaroslav Vojna            |
|        |                                                                        |        |                          |                         |          |                           |
|        | Classement mondial                                                     | 1er    | Jacek Czachor KTM        | Marc Coma               |          | Sebastian Husseini Suzuki |
|        |                                                                        |        |                          |                         |          |                           |